# MC Stojan
Marko Stojković (en serbe cyrillique : Марко Стојковић), connu sous son nom de scène MC Stojan est un chanteur et rappeur serbe né le 15 février 1983 à Lučani.

## Biographie
Marko Stojković naît le 15 février 1983 à Lučani, dans le district de Moravica.
En septième année primaire, il écrit un hymne pour sa classe qu'il a intitulé « VII 2 Je Mafija » alors qu'il ne savait pas encore qu'il travaillerait dans la musique. Après avoir fini le lycée dans sa ville natale, il emménage à la capitale où il commence à étudier dans une école d'économie. Il en sort diplômé.

## Carrière
Sous son nom de scène MC Stojan, il commencera sa carrière musicale en 2005 avec Bičuj Me, Stojane.

## Discographie

### Singles
| - 2005 : Bičuj Me, Stojane - 2011 : Kuku Lele - 2011 : Ja Volim Balkan (ft. MC Yankoo, Dado Polumenta & DJ Maldja) - 2011 : Kakva Guza (ft. MC Yankoo) - 2012 : Ne Znam Gde Sam (ft. Cvija) - 2012 : Ti I Ja (ft. Jana) - 2012 : U Srce Pucaj Mi - 2013 : Živeli (ft. Marko Vanilla & Mitar Mirić) - 2013 : Volim Te (ft. DJ Silver) - 2013 : Vatreno, Vatreno (ft. Galena) - 2013 : Fight Of My Life (ft. Carlos Vizcarra) - 2013 : Nađi Mi Zamenu (ft. DJ Shone) - 2014 : Ajmo Svi (ft. Allegro Band & DH Music) - 2014 : Luda Žurka - 2014 : Volim Te (cover) - 2014 : Nađi Mi Zamenu (cover ft. DH Music) - 2014 : Haljina Bez Leđa ((ft. Sandra Afrika) | - 2015 : Samo Me Ljubi (ft. Mia Borisavljević) - 2015 : Zagrljaj (ft. Mr Black) - 2015 : Kraljevi Grada (ft. Aca Lukas) - 2015 : Šta Bi (ft. Aleksandra Prijović) - 2016 : Navučen Na Tebe - 2016 : Ti Si Meni Sve - 2016 : Ona Drži Lovu (ft. Vuk Mob & Marko Moreno) - 2017 : Mein Schatz (ft. Darko Lazić) - 2018 : La Miami - 2019 : Alo - 2019 : Udahni Duboko - 2019 : Salji Broj - 2019 : Mogu Ja To - 2019 : Sve Zene Vole |

## Sources
- biografija.org
- discogs.com